# Y Centauri
Y Centauri är en variabel stjärna av halvregelbunden typ (SRB:) i stjärnbilden Kentauren. 
Stjärnan har en fotografisk magnitud som varierar mellan +8,9 och 10,0 med en period av ungefär 180 dygn.